# João Antônio da Silveira
João Antônio da Silveira (Freguesia de Nossa Senhora da Conceição do Estreito, 8 de setembro de 1795 — São Gabriel, 22 de março de 1872) foi um militar brasileiro.
Lutou nas guerras contra o Uruguai, Paraguai e Argentina. Aderiu à causa farroupilha, levando inúmeros voluntários.

## Biografia
Era filho de José Antonio da Silveira (oriundo da Ilha do Faial) e de Maria Ignácia da Silva (oriunda da Ilha de São Jorge).
Conquistou suas promoções por atos de bravura, chegando ao posto de coronel dos dragões. Foi reformado durante a extinção dos regimentos de milícias pela lei de 18 de agosto de 1831, que criou a Guarda Nacional.  Participou da Revolução Farroupilha, desde se início em 1835. Em 4 de outubro de 1835 liderou o ataque vitorioso a São Gabriel com 300 homens, conseguindo que boa parte do regimento de cavalaria imperial, ali estacionado, aderisse à causa republicana. Em 1838 e 1842 esteve comandando tropas perto de Passo Fundo Iniciou a guerra como oficial de milícias de 2ª linha, e chegou ao posto de general, comandando a 2ª Divisão do Exército Farroupilha, promovido em 3 de julho de 1841.
Foi o quarto e último general da República Riograndense. Os outros generais eram Bento Gonçalves da Silva, Antônio de Souza Netto e David Canabarro. Os generais João Manuel de Lima e Silva (tio do Duque de Caxias), fora assassinado em  29 de agosto de 1837 em São Borja, e Bento Manuel Ribeiro, paulista de Sorocaba, que voltara pela segunda vez a servir o império.
Foi eleito deputado para a Constituinte de Alegrete, mas não tomou posse. Foi um dos mais ativos comandantes até o final da guerra, empreendendo diversas vitórias em 1843.
Com o final do conflito, voltou às atividades rurais.
Na guerra contra Rosas, foi chamado por Duque de Caxias e assumiu, sob o comando deste, a 12ª Brigada do Exército. Posteriormente, já com 70 anos de idade, comandou uma divisão do Exército Brasileiro na Guerra do Paraguai.
Morreu na mais completa miséria. Na frase de um "chronista" da época: Não tinha ao morrer, um lençol para mortalha...

## Legado
A avenida principal do bairro Restinga, em Porto Alegre, leva seu nome.